# August Wilhelm Stiernstedt

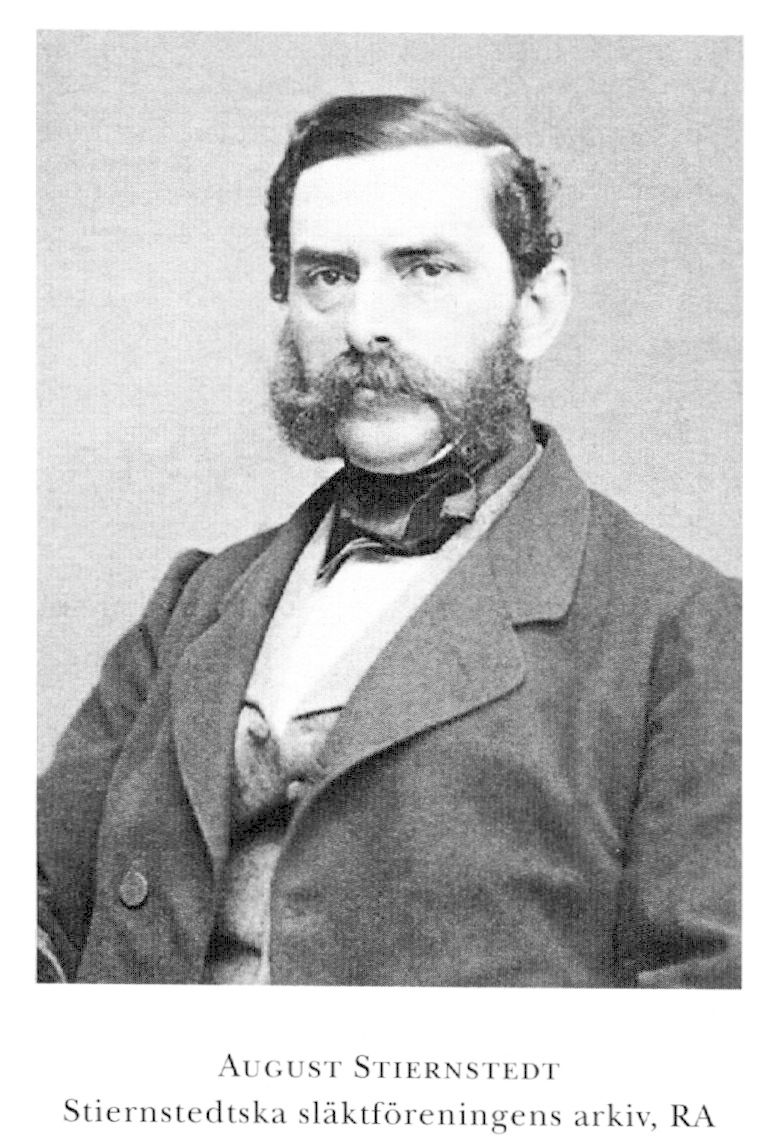
August Wilhelm Stiernstedt

August Wilhelm Stiernstedt (* 14. Dezember 1812 in Stockholm; † 20. September 1880 in Broddtorp, Gemeinde Pohja, Finnland) war ein schwedischer Heraldiker und Numismatiker.

## Leben
Stiernstedt war der Sohn von Major Freiherr Samuel Peter Stiernstedt und Freifrau Sofia Charlotta (geborene von Gedda). Er wurde 1829 Student an der Universität Uppsala und legte dort 1832 das Kanzleiexamen 1832 und 1833 den Abschluss für die Teilnahme in Gerichtsverfahren ab. Anschließend war er als Rechtsanwalt und Notar beim Svea hovrätt und war unter anderem für die Justizprüfung kirchlicher Expeditionen zuständig. Seit 1835 war er Kanzler des Staatsamts und Stellvertretender Notar beim Berufungsgericht, ab 1836 auch Kammerjunker. In den Jahren 1837 bis 1839 assistierte er bei Verfahren des Gerichts in Upplands und war in den Jahren 1840 bis 1841 im Parlament tätig. 1849 wurde er Kammerherr [Chamberlain], und 1852 Zeremonienmeister am königlichen Hof sowie im Jahr 1855 Reichsherold und Reichsheraldiker.
Am 8. Juli 1845 heiratete er in Stockholm die Freifrau Ulrika Maria Agnes (geborene Liljencrantz).
Als Abgeordneter des Adelsstandes nahm er an allen Reichstagen zwischen 1844 und 1866 teil. Während dieser Zeit war Stiernstedt auch Vorsitzender in verschiedenen Reichstagsausschüssen:
- 1847–1848 parlamentarischer Vorsitzender des Ausschusses
- 1850–1851 Mitglied des Komitees
- 1853–1854 Mitglied des Verfassungsausschusses
- 1859–1860 und 1865–1866 Mitglied des Bankenkomitees.

Stiernstedt unternahm ab 1843 mehrere Reisen und widmete sich anschließend seinen heraldischen und numismatischen Studien. Neben Zeitungsartikeln heraldischer, historischer, numismatischer und politischer Natur veröffentlichte er eine Vielzahl an Büchern. Er war unter anderem Mitglied in der Königlichen Physiographische Gesellschaft in Lund (1868), der Königlichen Wissenschafts- und Literaturgesellschaft in Göteborg (1874) und in Det kongelige nordiske oldskriftselskab (Königlich Nordische Altschriftgesellschaft) in Kopenhagen (1857).

## Werke
- Sveriges Ridderskaps och Adels vapenbok. 1857–1865.
- Blick på Sveriges Mynt- och penningväsen under de senaste 300 åren. 1859.
- Om kopparmyntningen i Sverige och dess utländska besittningar.
- Beskrifning öfver Svenska kopparmynt och poletter. 1871–1872 und Ergänzungsbeiträge 1877 (französische Ausgabe 1871: Description des monnaies de cuivre et des méreaux suédois. hathitrust.org).
- Om myntorter, myntmästare och myntordningar i det nu varande Sverige. 1871–1875.
- Om myntorter, myntmästare och myntordningar i Sveriges fordna Östersjöprovinser och tyska eröfringar. 1878.
- I Göteborg slagna mynt. 1878.